# Yohan Boli
Pour les articles homonymes, voir Boli.
Yohan Boli, né le 17 novembre 1993 à Arras, est un footballeur international ivoirien de nationalités française et ivoirienne. Il joue au poste d'attaquant à Al-Khor SC, prêté par Al-Gharafa SC.
Il est le fils de Roger Boli et le neveu de Basile Boli. Ses frères sont Kévin Boli et Charles Boli.

## Biographie
Yohan Boli commence sa carrière au CS Avion où il ne joue qu'un seul match. En 2012, il rejoint l'équipe B du CS Sedan Ardennes. L'attaquant marque 9 buts en 24 matchs. Néanmoins, il continue sa jeune carrière en Belgique.
Il passe semi-professionnel au KSV Roulers en 2013, qui évolue alors en Division 2. Après une saison au cours de laquelle il n'inscrit que 3 buts en 22 rencontres, il part à la fin du mois de septembre 2014 au RCS Verviétois, un club de Division 3, après avoir cassé son contrat à l'amiable avec Roulers. Dans la cité lainière, il s'impose rapidement en attaque et éclate véritablement, au point de susciter l'intérêt concret de plusieurs clubs de l'élite. Il termine la saison avec 23 buts inscrits en 21 matchs et s'engage dans la foulée avec le Saint-Trond VV, récent champion de Division 2 et promu en première division.
Lors de sa première saison en championnat, il n'est pas titulaire mais dispute tout de même 16 rencontres, inscrivant cinq buts au passage. Il est aligné plus souvent lors de la saison suivante et ses bonnes prestations convainquent la direction de lui offrir une prolongation de contrat jusqu'en 2020.
En 2017, Yohan Boli est convoqué avec la sélection nationale de la Côte d'Ivoire, avec laquelle il dispute deux matches de qualifications pour la Coupe du monde 2018 contre le Gabon.
Un temps convoité par le FC Nantes et les Girondins de Bordeaux lors du mercato hivernal 2020, Boli signe finalement en faveur du club qatarien d'Al-Rayyan SC le 12 janvier 2020, paraphant un contrat de trois ans et demi.

## Palmarès
Avec Al-Rayyan SC, Boli est vice-champion du Qatar en 2020 et finaliste de la Coupe des Étoiles en 2021.